# ヴェーバー‐フェヒナーの法則
ヴェーバー‐フェヒナーの法則（ヴェーバー‐フェヒナーのほうそく、英: Weber–Fechner law）とは、感覚に関する精神物理学の基本法則で、中等度の刺激について五感のすべてに近似を与えることが知られている。

## ヴェーバーの法則
エルンスト・ヴェーバーは、刺激の弁別閾（丁度可知差異：気づくことができる最小の刺激差）は、基準となる基礎刺激の強度に比例することを見いだした。
はじめに加えられる基礎刺激量の強度をRとし、これに対応する識別閾値をΔRとすると、Rの値にかかわらず
{\displaystyle {\frac {\Delta R}{R}}=\mathrm {constant} }
が成り立つ。この一定の値をヴェーバー比という。
たとえば、100の刺激が110になったときはじめて「増加した」と気付くならば、200の刺激が210に増加しても気付かず、気付かせるためには220にする必要がある。

## フェヒナーの法則
ヴェーバーの弟子であるグスタフ・フェヒナーは、ヴェーバーの法則の式を積分することにより、以下の対数法則を導き出した。
刺激量の強度Rが変化する時、これに対応する感覚量Eは
{\displaystyle E=C\log R}
の関係となる。ここでCは定数である。つまり心理的な感覚量は、刺激の強度ではなく、その対数に比例して知覚される。
フェヒナーの法則と呼ばれることも多いが、ヴェーバーの法則から導出したことからヴェーバー‐フェヒナーの法則とも呼ばれる。
たとえば、100の刺激が倍に増加して200になるときの感覚量と、200の刺激が倍に増加して400になるときの感覚量の変化は等しい。